# Ital'janec
Ital'janec (Итальянец) è un film del 2005 diretto da Andrej Kravčuk.

## Trama
Il film racconta di un allievo di un orfanotrofio che viene preso da una famiglia italiana, ma il ragazzo vuole ritrovare sua madre.